# قلات کانی سیب
قلات کانی سیب مربوط به هزاره ۲- دوره ساسانیان است و در شهرستان مه‌آباد، روستای کانی سیب واقع شده و این اثر در تاریخ ۱۷ خرداد ۱۳۳۵ با شمارهٔ ثبت ۱۲۳۳ به‌عنوان یکی از آثار ملی ایران به ثبت رسیده است.